# Extremadura zászlaja
Extremadura zászlaja (extremaduraiul Bandera d'Estremaúra) három vízszintes sávból áll, amelyek zöld, fehér és fekete színűek, a rúdrészen a címert helyezték el. A zászlót 1983. február 26. óta használják. Oldalainak aránya 2:3.
A címer egy harmadolt pajzs, amelynek felső része függőlegesen osztott, az egyik oldala sárga, egy vörös ágaskodó oroszlánnal, a másik oldalon egy vörös mezőn egy sárga várat ábrázoltak. A pajzs alsó részén kék mezőn Héraklész oszlopai láthatók a spanyol mottóval. A pajzsot egy korona díszíti.
A színek jelentése:
- A zöld az Alcántara-rend színe, amelyek a középkorban előbb Cáceresben, később Badajozban is megtelepültek.
- A fehér a régi Leóni Királyságra utal, amely benépesítette Extremadurát.
- A fekete utalás a badajozi muszlim uralkodókra, akik hatással voltak a helyi kultúrára és művészetre.

## Galéria

A Címer nélküli változat
Az extremadurai nacionalista zászló (egyúttal a független Extremadura elképzelt zászlaja)
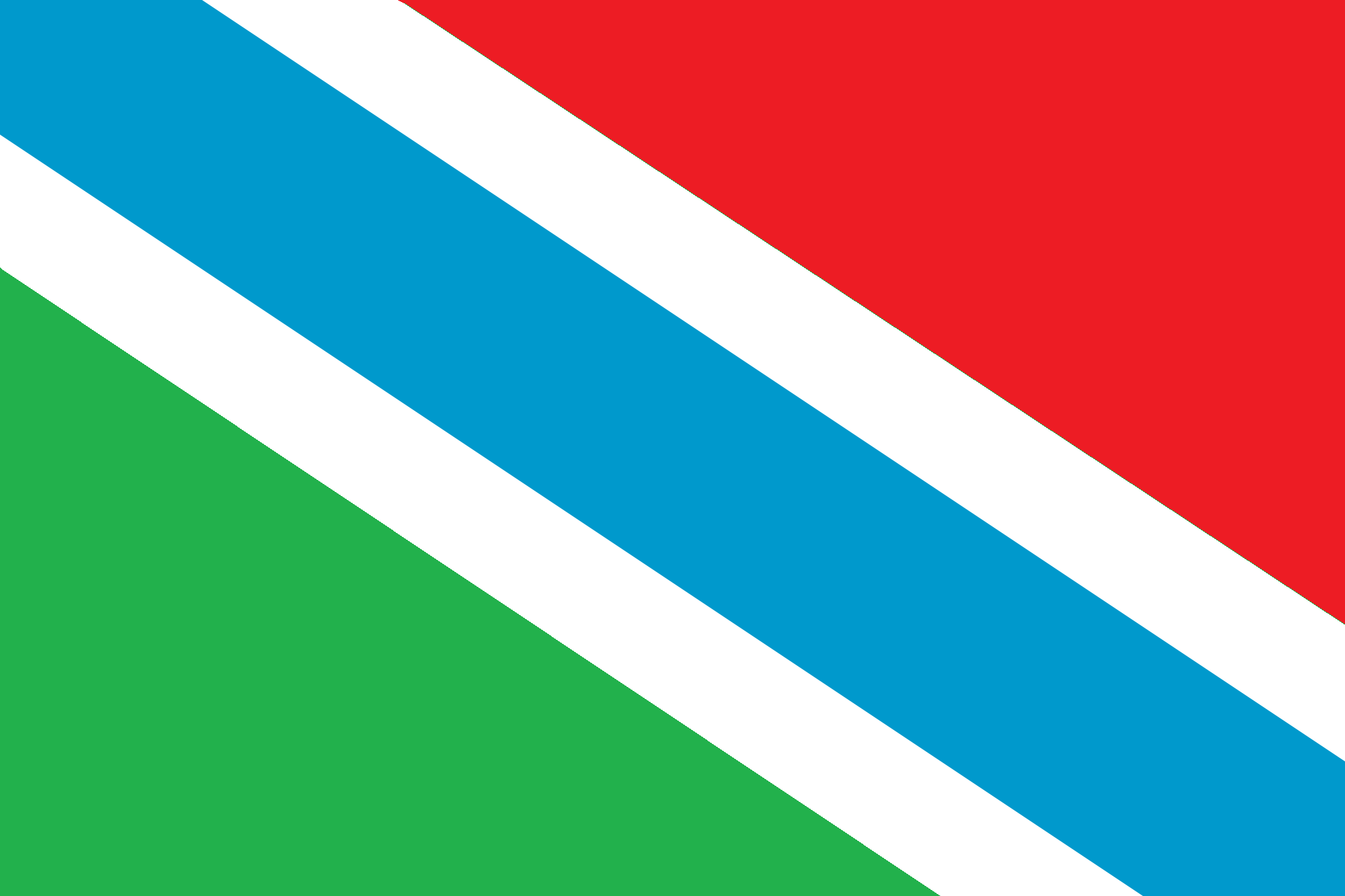
A Jálama-völgy (Xálima) zászlaja, Nyugat-Extremadurában, ahol a fala nyelv használatos